# 死神と少女
『死神と少女』（しにがみとしょうじょ）は、TAKUYOより2011年7月28日に発売されたPlayStation Portable用女性向けアドベンチャーゲーム。2019年7月25日にPlayStation Vita版が発売され、2022年7月21日にNintendo Switch版が発売。
世界の東の果てにある国の港町・鳴鐘町を舞台とする物語が複数の章で構成されており、その合間に絵本や童話などの別の物語が挿入される。また、ゲーム内の各所にある言葉の断片「言の葉」を入手することにより新たな物語が発生したり、言の葉同士を組み合わせて好感度ボーナスが得られたりするという「言の葉システム」を特徴としている。
電撃Girl's Styleにて連載されたイラストなどを完全収録した『死神と少女 Official Picture Book』が2012年3月30日に発売。

## 登場人物

### 主人公
遠野 紗夜（とおの さよ）※名前のみ変更可能
声 - 植田佳奈※プロローグ・エピローグのみ
身長：164cm 体重：45kg 年齢：17歳 血液型：AB型 誕生日：8月15日 星座：しし座 趣味：読書 特技：紅茶を淹れること 好きな本のジャンル：絵本・童話・詩 イメージモデル：遠野物語
まるで絵本の中に出てくるお姫様のように美しい少女。同世代と比べると大分落ち着いており思慮深いが、内面は感情派である。現在は兄と二人で暮らしており、兄妹仲は良すぎるといっても過言ではないほどである。蒼が現れてから、次々と起こる不思議な出来事に巻き込まれていく。

### メインキャラクター
蒼（あお）
声 - 神奈延年
身長：181cm 体重：64kg 年齢：？歳 血液型：B型 誕生日：9月13日 星座：おとめ座 趣味：読書 特技：外国語・速読 好きな本のジャンル：特になし（といいつつ童話と純文学） イメージモデル：白痴
記憶喪失の死神。
遠野 十夜（とおの とおや）
声 - 川島得愛
身長：183cm 体重：65kg 年齢：25歳 血液型：不明 誕生日：10月10日 星座：てんびん座 趣味：紗夜 特技：朗読・覚えること 好きな本のジャンル：童話・民話 イメージモデル：夢十夜
紗夜の兄。作家。
日生 光（ひなせ みつる）
声 - 鈴木達央
身長：173cm 体重：56kg 年齢：17歳 血液型：AB型 誕生日：1月4日 星座：やぎ座 趣味：手品・コレクション収集または園芸・甘味巡り 特技：大抵のことは何でもこなせること又は園芸 好きな本のジャンル：SF又は外国文学 イメージモデル：星新一又は光源氏（源氏物語より）
主人公の先輩。前生徒会長でもある。
桐島 七葵（きりしま ななき）
声 - 千葉進歩
身長：177cm 体重：63kg 年齢：18歳 血液型：A型 誕生日：7月7日 星座：かに座 趣味：釣り・散策 特技：常に第三者的でいられること 好きな本のジャンル：推理小説 イメージモデル：なし
主人公の先輩。剣道部の主将をしている。
千代（ちよ）
声 - 野島健児
身長：170cm 体重：細身 血液型：不明 誕生日：秋頃 趣味：花見・散策 特技：七葵君を見つけること 好きな本のジャンル：詩歌 イメージモデル：君が代（古今和歌集より）
桐島の友人。普通の人間には姿が見えない。

### サブキャラクター
夏目 悠希（なつめ ゆうき）
声 - 三瓶由布子
身長：156cm 体重：46kg 年齢：16歳 血液型：O型 誕生日：2月9日 星座：みずがめ座 趣味：ぬいぐるみ集め 特技：暗算 好きな本のジャンル：ミステリー・ホラー イメージモデル：夏目漱石
主人公のクラスメート。
宮沢 夏帆（みやざわ かほ）
声 - 野中藍
身長：150cm 体重：41kg 年齢：17歳 血液型：A型 誕生日：8月27日 星座：おとめ座 趣味：料理・ショッピング 特技：手先を使うこと 好きな本のジャンル：漫画 イメージモデル：宮沢賢治
主人公の友人。
臥待 春夫（ふしまち はるお）
声 - 田中秀幸
身長：168cm 年齢：42歳 血液型：O型 誕生日：4月9日 星座：おひつじ座 趣味：仕事 特技：秘密 好きな本のジャンル：オールジャンル イメージモデル：佐藤春夫
古本屋『臥待堂』の経営者。
太宰 ともゑ（だざい ともえ）
声 - 庄司宇芽香
身長：160cm 年齢：23歳 血液型：B型 誕生日：6月19日 星座：ふたご座 趣味：友人とのお喋り 特技：テニス 好きな本のジャンル：恋愛 イメージモデル：太宰治
1章に登場。高校２年時の記憶を失っている。
ルイス
声 - 三浦祥朗
身長：180cm 年齢：25～26歳 血液型：不明 誕生日：1月27日 星座：みずがめ座 趣味：読書 特技：狩猟 好きな本のジャンル：ファンタジー イメージモデル：ルイス・キャロル
2章に登場。自らを十夜の書いた物語の主人公だと主張する。
ヴィルヘルム
声 - 森田成一
身長：公式設定216cm 血液型：不明 誕生日：2月9日 星座：みずがめ座 趣味：子供と戯れること 特技：分からん 好きな本のジャンル：童話 イメージモデル：グリム童話
3章に登場。鳴鐘町のマスコットキャラクターでもある。フルネームはヴィルヘルム･猫田。
日生 紫（ひなせ ゆかり）
声 - 斉藤貴美子
身長：155cm 年齢：61歳 血液型：B型 誕生日：8月17日 星座：しし座 趣味：香 特技：生け花 好きな本のジャンル：好転・随筆集 イメージモデル：紫式部
日生の祖母。4章に登場。着物を着た厳格な女性。